# Teatro San Moisè
El teatro San Moisè fue un teatro de ópera en Venecia, activo desde 1640 hasta 1818. Fue en un lugar prominente cerca del Palazzo Giustinian y la iglesia de San Moisés en la entrada del Gran Canal.

## Historia
Creado por la familia Giustinian, la primera producción en 1640 fue la ópera de Claudio Monteverdi (hoy perdida), Arianna. A continuación, pasó a manos de la familia de Zane y fue utilizado por la empresa de Ferrari. El libretista Giovanni Faustino fue uno de los primeros empresarios del teatro.
Desde el principio fue, a pesar de ser uno de los más pequeños teatros de Venecia, también uno de los más influyentes. En 1668 fue ampliado a 800 asientos, y posteriormente, en 1674, el teatro fue adquirido por el empresario Francesco Santurini, que causó una revolución bajando el precio de las entradas a la mitad (2 liras), lo que llevó a un «boom» de la ópera y una mayor proliferación de teatros activos en la ciudad.
A principios del siglo XVIII Gasparini, Vivaldi y Albinoni estuvieron activos en San Moisè. Durante la década de 1740, la ópera bufa napolitana llegó a Venecia y San Moisè fue uno de los primeros teatros donde se concentró este género, con obras por ejemplo de Baldassare Galuppi, en colaboración con Carlo Goldoni. Esta tendencia se mantuvo durante la mayor parte del siglo. En los años 1770 y 1780 el teatro estaba bajo el control del prolífico libretista Giovanni Bertati, el poeta Cesareo (poeta imperial) de la ópera italiana en Viena, que se concentraron en drammi giocoso con Pasquale Anfosso y otros compositores.
San Moisè finalmente cerró en 1818 tras producir una serie de farsas de Rossini. En primer lugar, se convirtió en un teatro de títeres, y luego fue reconstruido como el Teatro Minerva. A finales del siglo XX se había convertido en parte de una tienda y un bloque de pisos.

## Estrenos en el Teatro San Moisè
- 1716: La costanza trionfante degl'amori e de gl'odii de Vivaldi
- 1717: Tieteberga de Vivaldi
- 1718: Artabano, re dei Parti de Vivaldi
- 1718: Armida al campo d'Egitto de Vivaldi
- 1718: Gl'inganni per vendetta de Vivaldi
- 1765: L'amore in ballo de Giovanni Paisiello
- 1766: Le serve rivali de Tommaso Traetta
- 1773: L'innocente fortunata de Giovanni Paisiello
- 1774: Le nozze in contrasto de Giovanni Valentini
- 1775: La contadina incivilita de Pasquale Anfossi
- 1775: Didone abbandonata de Pasquale Anfossi
- 1775: El avaro de Pasquale Anfossi
- 1776: Le nozze disturbate de Giovanni Paisiello
- 1777: Lo sposo disperato de Pasquale Anfossi
- 1778: Ezio de Pasquale Anfossi
- 1778: La forza delle donne de Pasquale Anfossi
- 1779: Azor Re di Kibinga de Pasquale Anfossi
- 1781: Gli amanti canuti de Pasquale Anfossi
- 1781: Il trionfo di Arianna de Pasquale Anfossi
- 1787: L'orfanella americana de Pasquale Anfossi
- 1787: Don Giovanni Tenorio de Giuseppe Gazzaniga
- 1801: Martino Carbonaro de Giuseppe Gazzaniga
- 1802: Le metamorfosi di Pasquale de Gaspare Spontini
- 1810: La cambiale di matrimonio de Gioachino Rossini
- 1812: L'inganno felice de Gioachino Rossini
- 1812: La scala di seta de Gioachino Rossini
- 1812: L'occasione fa il ladro de Gioachino Rossini
- 1813: Il signor Bruschino de Gioachino Rossini
- 1815: Bettina vedova de Giovanni Pacini